# Terpsichore elastica
Terpsichore elastica là một loài thực vật có mạch trong họ Polypodiaceae. Loài này được (Bory ex Willd.) A.R. Sm. miêu tả khoa học đầu tiên năm 1995.